# Harmony (álbum de Never Shout Never)
Harmony —en español: Armonía— es el segundo álbum de estudio de Never Shout Never. Fue lanzado el 24 de agosto de 2010.

## Lista de canciones
| N.º | Título                                    | Duración |  |
| 1.  | «Harmony»                                 | 02:50    |  |
| 2.  | «This Shit Getz Old»                      | 02:31    |  |
| 3.  | «CheaterCheaterBestFriendEater»           | 02:58    |  |
| 4.  | «Lovesick»                                | 02:36    |  |
| 5.  | «Piggybank»                               | 01:34    |  |
| 6.  | «I Love You More Than You Will Ever Know» | 02:33    |  |
| 7.  | «First Dance»                             | 02:09    |  |
| 8.  | «Lousy Truth»                             | 02:26    |  |
| 9.  | «Trampoline»                              | 02:24    |  |
| 10. | «Sweet Perfection»                        | 02:18    |  |
| 11. | «Sellout»                                 | 02:48    |  |

Bonus Track

| N.º | Título                      | Duración |  |
| 12. | «Damn Dog (Live)»           | 03:43    |  |
| 13. | «Love Is Our Weapon (Live)» | 02:28    |  |
| 14. | «Mailbox»                   | 02:35    |  |